# Сталинская премия за выдающиеся изобретения и коренные усовершенствования методов производственной работы (1943)
В 1943 году были названы лауреаты Сталинской премии за выдающиеся изобретения и коренные усовершенствования методов производственной работы за 1942 год в Постановлении Совета народных комиссаров СССР от «О присуждении Сталинских премий за: а) выдающиеся изобретения и б) коренные усовершенствования методов производственной работы за 1942 год» (опубликовано в газете «Известия» 23 марта 1943 года).

## Первая степень
Здесь указаны самые выдающиеся и востребованные изобретения и методы производства, а также их изобретатели. Сумма вознаграждения — 150 000 рублей. В рамках премии внимание уделили 21 разработке. В целом первой степенью наградили 120 человек.
1. Блохин, Николай Александрович, главный инженер, Шереметьев, Александр Григорьевич, нач. Главспецстали, Мырцымов, Александр Фёдорович, зам. нач. техотдела НКЧМ СССР, Мурзин, Иван Иванович, главный инженер, Голиков, Игорь Николаевич, зам. нач. ЦЛ, Осминкин, Александр Александрович, руководитель мартеновской группы ЦЛ ЗМЗ, Арзамасцев, Иван Григорьевич, нач. ЦЛ, Габуев, Григорий Харитонович, главный инженер[1], Филатов, Владимир Павлович, пом. нач. мартеновского цеха, Малышев Сергей Иванович, нач. мартеновского цеха МЗ имени А. К. Серова, Корнеев, Николай Иванович, помощник начальника, Лиференко, Иван Григорьевич, Чуприн, Климент Кононович, Мелихов, Пётр Иванович, сотрудники ВИАМ, Шило, Пётр Елисеевич, — за разработку и внедрение в производство новой технологии выплавки стали для военной промышленности
2. Грабин, Василий Гаврилович, генерал-лейтенант технических войск, Иванов Илья Иванович, генерал-лейтенант инж.-арт. службы, Шеффер, Дмитрий Иванович, Назаров Пётр Михайлович, помощники главного конструктора, Ренне, Константин Константинович, Розенберг, Михаил Михайлович, Мещанинов, Владимир Дмитриевич, Муравьёв, Пётр Фёдорович, начальники отделов ЦАКБ, — за разработку новых образцов артиллерийского вооружения
3. Деркач, Александр Ильич, инженер завода № 695, Попов, Николай Леонидович, нач. техотдела НКЭП СССР, Андреев, Александр Сергеевич, Белов Николай Иванович, Виноградов, Иван Иванович, Горнов, Сергей Николаевич, Ковалёнок, Николай Григорьевич, инженеры НИИ № 20, — за создание новых образцов радиоаппаратуры
4. Ермольева, Зинаида Виссарионовна, заведующий отделом биохимии микробов и бактериофага, Якобсон, Лидия Михайловна, зав. лабораторией ВИЭМ имени М. Горького, — за разработку нового метода быстрой диагностики и фагопрофилактики инфекционной болезни
5. Ильюшин, Сергей Владимирович, — за модификацию и усовершенствование конструкций боевых самолётов
6. Кожевников, Юлиан Николаевич, начальник, Василенко, Семён Евгеньевич, главный инженер, Альшевский, Лев Ефимович, зам. нач. техотдела Главтрубостали, Осадчий, Яков Павлович, директор, Токовой, Кирилл Петрович, Заславский, Израиль Григорьевич, Альтшуллер, Яков Абрамович, Тихонов, Николай Александрович, Дубровский, Иван Васильевич, Данилов, Фёдор Александрович, Кошечкин, Иван Яковлевич, Касьянов, Фёдор Кондратьевич, работники завода № 703, Артемьев, Владимир Андреевич, главный инженер НИИ № 3, Емельяненко, Павел Терентьевич, гл. инженер, Панюшкин, Николай Васильевич, руководитель трубной группы НИТИ, — за коренное усовершенствование технологии производства миномётных труб и деталей боеприпасов
7. Котельников, Владимир Александрович, руководитель группы, Егоров, Константин Петрович, Старицын, Георгий Васильевич, инженеры ГСПЭИ № 56, Цукублин, Анатолий Ионович, начальник, Борисов, Дмитрий Акимович, Солдатихин, Юрий Анатольевич, инженеры лаборатории ЦНИИС, — за разработку аппаратуры высокочастотной голосовой правительственной связи с шифрованием.
8. Котин, Жозеф Яковлевич, гл. конструктор, Махонин, Сергей Несторович, главный инженер, Троянов, Лев Сергеевич, зам. гл. конструктора Кировского завода, Петров, Фёдор Фёдорович, главный конструктор завода № 9, Гуренко, Сергей Петрович, гл. конструктор завода № 172, — за разработку нового вида артиллерийского вооружения (СУ-152)
9. Кузнецов Николай Николаевич, генерал-майор инженерно-артиллерийской службы, Семёнов, Анатолий Иванович, инженер-подполковник, Мрыкин, Александр Григорьевич, инженер-подполковник, Серебряков, Сергей Михайлович, заместитель начальника Ленинградского полигона, Алешков, Михаил Николаевич, инженер-капитан, Виноградов, Лев Алексеевич, инженер-полковник, Волков, Константин Михайлович, инженер-подполковник, Копылов, Георгий Александрович, инженер-подполковник, Комиссарчик, Моисей Абрамович, инженер-подполковник, Шор, Яков Борисович, инженер-майор, Малов, Михаил Фёдорович, капитан артиллерийско-технической службы, Казаков, Николай Семёнович, мл. лейтенант, Хухорев, Сергей Сергеевич, ст. техник-лейтенант, Бармин, Владимир Петрович, инженер завода «Компрессор», — за разработку новых типов вооружения
10. Лавочкин, Семён Алексеевич — за модификацию и усовершенствование боевого самолёта
11. Лурье, Герц Борисович, гл. инженер, Андросов, Григорий Васильевич, Васильев, Александр Иванович, Марусов, Яков Васильевич, работники ГПЗ № 4, Петриковский, Моисей Абрамович, гл. конструктор, Раузин, Яков Рафаилович, заместитель главного инженера ГПИ № 3, Соколов Александр Иванович, начальник цеха ГПЗ № 1, — за работу по освоению и налаживанию массового выпуска специальных подшипников
12. Малинин, Борис Михайлович, старший научный сотрудник ЦНИИ № 45, Крицкин, Владимир Фёдорович, зам. нач., Васильев Василий Иванович, Голосовский, Пётр Зиновьевич, Горячев, Владимир Петрович, Фуников, Виталий Петрович, сотрудники ЦКБ № 18; Алексеев Николай Васильевич, инженер-капитан 1 ранга, — за создание нового типа боевого корабля
13. Масленников, Иван Фёдорович, директор, Эрпшер, Юлий Борисович, Волчек, Николай Акимович, Купцов, Александр Лаврович, Зузанов, Георгий Иванович, Левин, Арий Абрамович, Филатович, Серафим Борисович, сотрудники Бюро агрегатных станков ЭНИМС, — за создание новых высокопроизводительных станков для военной промышленности
14. Поликарпов, Николай Николаевич, — за создание нового образца боевого самолёта
15. Рубцов, Николай Николаевич, профессор, Жевтунов, Пётр Прохорович, Расторгуев, Иван Сергеевич, Никонов, Николай Александрович, сотрудники МОТКЗММИ имени Н. Э. Баумана, Степин, Павел Иванович, ст. инженер, Гостев Борис Иванович, ст. н. с. НАТИ, Зедзижек, Илья Борисович, гл. металлург, Щекотихин, Константин Трифонович, ст. технолог литейного цеха МТЗ, Таланов, Пётр Иванович, нач. литейного отдела, Сызранкин, Фёдор Николаевич, нач. литейного цеха, Соколов, Николай Анатольевич, ведущий конструктор литейного отдела ЦНИИТМАШ, Шамин, Николай Алексеевич, гл. металлург НКТП СССР, — за коренное усовершенствование технологии производства боеприпасов
16. Сухой, Павел Осипович, — за создание нового образца боевого самолёта
17. Туполев, Андрей Николаевич, ч.-к. АН СССР, — за создание нового образца боевого самолёта
18. Чаромский, Алексей Дмитриевич, — за создание нового образца авиационного двигателя
19. Шамарин, Николай Николаевич, Жигарь, Григорий Иванович, Горбунов, Валентин Дмитриевич, работники завода № 231, Ласточкин, Ростислав Иванович, инженер завода № 659, Болкунов, Григорий Васильевич, н. с. завода № 389, Симонов, Александр Иванович, конструктор завода № 702, Брыкин, Александр Евстратьевич, инженер-капитан 1 ранга, — за создание нового типа морского вооружения
20. Швецов, Аркадий Дмитриевич, — за создание нового образца авиационного мотора
21. Яковлев, Александр Сергеевич, — за модификацию и усовершенствование боевых самолётов
22. Рамзин, Леонид Константинович — за создание конструкции прямоточного котла (В отличие от остальных лауреатов награждён Указом от 7 июля 1943 года, № 734[источник не указан 4789 дней])

## Вторая степень
Второй степенью награждали граждан, внёсших весомый вклад в усовершенствование методов производственной работы, а также менее выдающихся изобретателей. Сумма вознаграждения — 100 000 рублей. В рамках премии были отмечены 32 разработки. В целом второй степенью наградили 105 человек.
1. Атовмьян, Арташес Эрвандович, Остряков, Николай Николаевич, Третьяков, Василий Никитич, Грибов, Владимир Матвеевич, Дьяконов, Владимир Александрович, Клементьев, Григорий Михайлович, Кузнецов, Виктор Иванович, инженеры завода № 706, Чехович, Георгий Владимирович, инженер-майор, Хуртин, Мирон Данилович, инженер-капитан, — за работу по повышению эффективности стрельбы корабельной артиллерии
2. Ализаде, Али Ашраф Абдул Гусейн оглы, бывший управляющий, Ованесов, Гурген Павлович, Корнев, Абрам Ноевич, геологи треста по разведке Прикуринской низменности и Кировабадского района, Мелик-Пашаев, Врам Самсонович, гл. геолог, Дмитриев, Евстафий Яковлевич, зам. гл. геолога Азнефтекомбината, — за исследование и освоение новых нефтеносных месторождений
3. Борисов, Алексей Иванович, ст. инженер техотдела 1-го ГУ НКБ СССР, Мельников, Георгий Иванович, и. о. гл. инженера завода № 319, Быков, Андрей Яковлевич, гл. механик, Бородин, Михаил Николаевич, нач. цеха завода № 15, — за коренное усовершенствование метода производства взравчатого вещества
4. Бурцев, Константин Иванович, зам. гл. инженера, Кожевников, Валентин Петрович, Бахтинов, Борис Петрович, Голованенко, Александр Милентьевич, работники ММК имени И. В. Сталина, Барам, Азарий Наумович, Серёгин, Георгий Андреевич, инженеры Кировского завода, — за коренное усовершенствование технологии производства сложных профилей проката, обеспечившее увеличение выпуска военной продукции
5. Варшавский, Семён Львович, научный руководитель, Шенфинкель, Исаак Хаймович, ст. н. с., Нехорошев, Георгий Фёдорович, бывший нач. цеха СНИИ № 42, — за разработку нового технологического процесса и внедрение его в химическую промышленность
6. Вологдин, Валентин Петрович, ч.-к. АН СССР, Бабат, Георгий Ильич, руководитель лаборатории завода № 627, Лозинский, Михаил Гиршевич, гл. инженер завода № 498, Родин, Евгений Васильевич, инженер завода «ТВЧ», — за разработку и внедрение в производство нового метода высокочастотной закалки поверхностей стальных изделий
7. Гинсбург, Николай Николаевич, бригврач, Тамарин, Александр Лазаревич, военврач 1 ранга, — за изобретение нового медицинского препарата
8. Гирголав, Семён Семёнович, генерал-лейтенант м/сл, нач. кафедры ВМА имени С. М. Кирова, зам. гл. хирурга РККА, Арьев, Тувий Яковлевич, зам. гл. хирурга Карельского фронта, Шейнис, Вениамин Николаевич, зам. учёного секретаря УМС ГВСУ РККА, — за научную разработку новых методов, ускоряющих лечение при обморожении
9. Головкин, Василий Георгиевич, инженер ВИАМ, Ливанов, Владимир Александрович, гл. металлург, Белов Александр Фёдорович, Бобовников, Николай Дмитриевич, Маурах, Александр Алексеевич, Москаленко, Николай Данилович, работники завода № 150, Озерский, Михаил Соломонович, гл. металлург филиала завода № 95, — за разработку и внедрение в производство метода бесслиткового проката цветных металлов
10. Граников, Дмитрий Анатольевич, гл. инженер ГУ маслодельной и сыродельной промышленности НКММП СССР, — за разработку технологии и освоения производства новых видов высококачественных сыров
11. Довжик, Самуил Аронович, зам. нач. лаборатории, Ушаков, Константин Андреевич, Абрамович, Генрих Наумович, Глазер, Моисей Вениаминович, сотрудники ЦАГИ имени Н. Е. Жуковского, Ложкин, Борис Григорьевич, нач. группы конторы «Стальконструкция», — за создание новой аппаратуры для целей испытания в области самолётостроения
12. Дорохин, Григорий Дмитриевич, нач. отдела ЦАКБ, — за усовершенствование артиллерийского вооружения
13. Духов, Николай Леонидович, зам. гл. конструктора, Шашмурин, Николай Фёдорович, Сычёв, Леонид Ефимович, Михайлов, Герман Александрович, Стернин, Александр Натанович, Лесохин, Абрам Фалкович, Дедов, Евгений Пантелеймонович, инженеры Кировского завода, Ермолаев, Афанасий Семёнович, гл. конструктор, Синев, Николай Михайлович, зам. гл. конструктора завода № 100, Благонравов, Александр Иванович; инженер-подполковник, — за усовершенствование конструкций тяжёлых станков
14. Завертайло, Иван Прохорович, рабочий Высокогорсого рудника НКЧМ СССР, — за внедрение в горно-рудную промышленность усовершенствованного метода обуривания
15. Задикян, Аршак Аветисович, гл. инженер, Гудима, Николай Васильевич, Елитенко, Ефим Исидорович, сотрудники Главникелькобальта, Брохин, Исаак Соломонович, директор кобальтовой установки «КМ», Кропанев, Семён Иванович, ст. инженер института «Механобр», Плетенев, Сергей Андреевич, Цидлер, Александр Андреевич, н. с. Гинцветмета, Шнеерсон, Берко Лейбович, гл. инженер кобальтовой установки № 5, — за разработку технологии и организацию производства кобальта из сульфидных руд
16. Каргин, Валентин Алексеевич, зав. лабораторией, Штеде, Мария Николаевна, ст. н. с. ФХИ имени Л. Я. Карпова, — за разработку и внедрение в производство нового метода обработки защитных тканей
17. Клебанский, Александр Львович, научный руководитель ЦНИЛ опытного завода НКРП СССР, — за разработку нового метода получения синтетического каучука и за внедрение его в промышленность
18. Климов, Владимир Яковлевич — за усовершенствование авиационного мотора
19. Кокряков, Дмитрий Андреевич, нач. ОКБ, Маракаткин, Михаил Павлович, ст. конструктор, Янкелевич, Евсей Гиршевич, ст. инженер завода № 182, Островский, Дмитрий Николаевич, ст. конструктор завода № 231, Саульский, Владимир Михайлович, инженер-капитан, — за создание нового образца морского вооружения
20. Кошкин, Лев Николаевич, гл. конструктор завода № 3, — за создание новых высокопроизводительных многооперационных станков
21. Липгарт Андрей Александрович, гл. конструктор, Астров, Николай Александрович, зам. гл. конструктора, Кригер, Анатолий Маврикиевич, Сорочкин, Юрий Наумович, Дедков, Владимир Алексеевич, конструкторы ГАЗ имени В. М. Молотова, — за усовершенствование конструкции танка
22. Локтев, Лев Абрамович, гл. конструктор, Радзилович, Иосиф Матвеевич, Барышников, Всеволод Эрастович, работники завода № 88; Асташкин, Виктор Георгиевич, инженер-конструктор, Родионов, Виктор Васильевич, конструктор завода № 8, — за разработку нового типа артиллерийского вооружения
23. Меськин, Вениамин Семёнович, нач. лаборатории, Корюков, Михаил Иванович, Перельман, Ефим Григорьевич, Лавров, Михаил Викторович, Винник, Яков Матвеевич, Крамаров, Абрам Давыдович, сотрудники НИИ № 13, Гостев, Константин Иванович, зам. нач. техотдела НКВ СССР, Привалов, Виталий Иванович, гл. металлург, Ивановский, Михаил Владимирович, технолог цеха завода № 172, — за разработку и внедрение в промышленность вооружения малолегированных марок стали с обеспечением установленного качества продукции
24. Микулин, Александр Александрович — за усовершенствование авиационного мотора
25. Нудельман, Александр Эммануилович, ведущий конструктор, Суранов, Александр Степанович, Бундин, Михаил Павлович, Жирных, Георгий Андреевич, Исаков, Борис Фёдорович, сотрудники ОКБ № 16, — за разработку нового образца артиллерийского вооружения
26. Петров, Григорий Семёнович, профессор МХТИ имени Д. И. Менделеева, Андрианов, Кузьма Андрианович, консультант, Привезенцев, Владимир Алексеевич, гл. инженер, Брагин, Сергей Михайлович, нач. лаборатории завода № 330, Нечаев, Александр Алексеевич, гл. инженер, Павлович, Пётр Игнатович, Певзнер, Лев Вениаминович, работники МЭЗ Главхимпласта, Левин, Абрам Наумович, гл. инженер Главхимпласта НКХП СССР, Клибанов, Хаим Файвелевич, гл. инженер, Козырев, Николай Фёдорович, нач. техотдела 5-го ГУ НКЭП СССР, Орлович, Теодор Максович, гл. инженер завода № 198, — за разработку новых видов пластмасс и их применение в кабельной промышленности
27. Рязанский, Михаил Сергеевич, нач. отдела, Слепушкин, Андрей Борисович, Леонов, Леонид Васильевич, Михайлевич, Давид Соломонович, Зубков, Иван Тимофеевич, Тихомиров, Виктор Васильевич, Вольман, Иосиф Исаакович, инженеры НИИ № 20, — за разработку новой конструкции радиоустановки
28. Синильщиков, Евгений Васильевич, нач. отдела, Перерушев, Сергей Гаврилович, ст. инженер-конструктор ЦАКБ, Горлицкий, Лев Израилевич, зам. гл. конструктора, Курин, Николай Васильевич, ст. инженер-конструктор Уралмашзавода, — за создание нового вида артиллерийского вооружения
29. Смирнов, Степан Фёдорович, токарь завода «Красный пролетарий», — за разработку и применение приспособлений для механической обработки металла, обеспечивших высокую производительность
30. Фин, Александр Абрамович, гл. инженер, Новиков Николай Иванович, ст. инженер НИИ № 20, Гальперин, Евгений Рафаилович, инженер завода № 203, Народницкий, Илья Ааронович, инженер завода № 210, — за создание нового типа радиостанций
31. Шамарин, Владимир Николаевич, начальник спецбюро, Гальцов, Иван Павлович, зам. нач. отдела, Тараканов, Николай Васильевич, ведущий конструктор, Житин, Борис Григорьевич, мастер-испытатель НИИ № 1, — за усовершенствование конструкций миномётов
32. Штейман, Станислав Иванович, ст. зоотехник племенного совхоза «Караваево», — за выведение нового, рекордного по продуктивности, молочного скота

## Третья степень
Третьей степенью премии отметили остальные советские инновационные разработки. Сумма вознаграждения — 50 000 рублей. В рамках премии были отмечены 53 изобретения. В целом третьей степенью наградили 186 человек.
1. Агладзе, Рафаил Ильич, технорук, Сиоридзе, Георгий Ясонович, нач. цеха № 4 ферросплавного завода Главспецстали, — за разработку электролитического метода получения марганца
2. Алексенко, Геннадий Васильевич, зам НКЭП СССР, Пуцикин, Григорий Григорьевич, гл. инженер, Гульдин, Иван Михайлович, ст. мастер завода № 715, — за разработку и внедрение новой значительно более производительной технологии производства деталей боеприпасов
3. Балабай, Алексей Иванович, нач. исследовательского отдела завода № 236, — за разработку новой технологии производства аккумуляторов, дающей большую экономию металла
4. Баран, Яков Ионович, Шпайхлер, Абрам Иосифович, конструкторы завода № 183, — за усовершенствование конструкций средних танков
5. Беспрозванный, Израиль Моисеевич, профессор, Ларин, Моисей Нисонович, Рождественский, Леонид Александрович, Каменкович, Самуил Лазаревич, сотрудники МОТКЗММСИ имени Н. Э. Баумана, Лобов, Виктор Гаврилович, нач. сектора техотдела НКВ СССР, — за разработку инструментальной геометрии режущего инструмента, дающего значительное повышение производительности металлорежущих станков
6. Бурмистров, Иван Степанович, генерал-майор инж.-арт. службы, Константинов Владимир Николаевич, инженер-полковник, — за разработку новых типов боеприпасов
7. Бурштейн, Илья Ефимович, Стаев, Кирилл Павлович, сотрудники ЭНИМС, — за разработку метода получения точной резьбы накатыванием у метчиков, обеспечивающего большое увеличение производительности труда
8. Вайсберг, Леонид Эммануилович, гл. инженер, Либерман, Соломон Евсеевич, гл. прокатчик, Монид, Анатолий Георгиевич, нач. рельсового цеха КМК имени И. В. Сталина, — за разработку и освоение новой высокопроизводительной технологии проката металла
9. Валеев, Ибрагим, сталевар Уралмашзавода, — за достижение высоких количественных показателей при плавке качественных сталей
10. Волосок, Иван Павлович, инженер-капитан 1 ранга, Судаков, Павел Андрианович, Рытов, Валентин Николаевич, конструкторы завода № 707, — за разработку новой аппаратуры специального назначения
11. Воюцкий, Владимир Сергеевич, руководитель лаборатории Государственного Союзного геофизического треста, — за разработку нового метода сейсмической разведки нефти
12. Гольдин, Яков Александрович, начальник, Уралов, Михаил Александрович, зам. гл. инженера Главогнеупора НКЧМ СССР, Равдель, Пётр Григорьевич, нач. техотдела НКЧМ СССР, Федосеев, Александр Дмитриевич, Пирогов, Анатолий Афанасьевич, сотрудники НИИОУ, Кайнарский, Илья Семёнович, гл. инженер Первоуральского динасового завода, Панарин, Алексей Петрович, гл. инженер завода «Магнезит», — за освоение производства высокоогнеупорных изделий из местного сырья для чёрной металлургии
13. Давыдов, Сергей Васильевич, мастер-инструментальщик Московского автозавода имени И. В. Сталина, — за разработку и освоение технологии изготовления сложных режущих и других инструментов
14. Дмитренко, Иван Иванович, мастер, Уральский, Леон Яковлевич, зам. нач. ремонтного цеха, — за создание заправочной машины для мартеновских печей, ускоряющей их заправку
15. Другов, Юрий Васильевич, гл. токсиколог, Кудряшова, Ольга Ивановна, Андрианова, Татьяна Борисовна, бывшие н. с. НИИСЭИ, Кнунянц, Иван Людвигович, инженер-полковник, — за разработку нового медицинского препарата
16. Дудкин, Александр Алексеевич, военинженер 2 ранга, — за изобретение новой аппаратуры связи специального назначения
17. Евстропьев, Константин Сергеевич, ст. н. с. ГОИ, Бужинский, Игорь Михайлович, гл. инженер, Мирошниченко, Василий Герасимович, Турьянский, Святополк Александрович, Филиппов, Николай Алексеевич, работники завода № 354; Сулима, Николай Яковлевич, гл. технолог завода № 542, — за разработку нового метода варки оптического стекла и получения из него оптических деталей
18. Иванов Николай Семёнович, начальник группы, Туренко, Иван Яковлевич, Хинский, Павел Давыдович, Фёдоров, Павел Фёдорович, Гончаров, Сергей Парфеньевич, сотрудники НИИ № 13; Ветошкин, Сергей Иванович, зам. нач. 3-го ГУ НКВ СССР, Соломко, Григорий Яковлевич, директор завода № 17, Тарасенко, Александр Фёдорович, директор завода № 60, Кузмичёв, Иван Николаевич, Звягин, Александр Иванович, работники завода № 3, Приданцев, Михаил Васильевич, зам. гл. инженера ИКСФ, Соловьёв, Лука Лукич, нач. техотдела завода № 702 (бывший нач. техотдела завода «Запорожсталь»), — за разработку нового технологического процесса в производстве боеприпасов, дающего большую экономию цветных металлов
19. Кирш, Александр Ильич, бывший ст. инженер, Казарцев, Николай Алексеевич, бывший директор, Беляев Николай Иванович, Иванова, Александра Фадеевна, сотрудники Гипроазота, Сорокин, Николай Павлович, директор, Рябенко, Александр Яковлевич, Сичков, Пётр Васильевич, Голубов, Александр Александрович, работники Кемеровского азотно-тукового завода, Бахуров, Василий Герасимович, нач. ПТО Главазота, — за разработку и освоение более производительного метода концентрирования серной кислоты
20. Красельщик, Валентин Николаевич, гл. инженер ПЭУ, Ниловский, Василий Александрович, Росси, Борис Доминикович, Ярёменко, Наталия Евгеньевна, инженеры треста «Союзвзрывпром»; Кретов, Семён Михайлович, зам. НКПСМ СССР, — за разработку и внедрение в промышленность новых взрывчатых веществ
21. Криволуцкая, Нина Сергеевна, инженер НИИС, Морозов Георгий Георгиевич, военинженер 1 ранга, Марков, Сергей Сергеевич, н. с. ГИПХ, Тимохин, Александр Абрамович, гл. технолог завода № 220, Бурштейн, Ревекка Хаймовна, зам. зав. лабораторией ФХИ имени Л. Я. Карпова, Нассонов, Павел Михайлович, бывший сотрудник НИЛ № 4, — за создание устойчивых в зимних условиях новых типов гальванических элементов и батарей
22. Кулёв, Леонид Петрович, профессор ТИИ имени С. М. Кирова, — за разработку нового метода, ускоряющего технический анализ
23. Лазарев, Михаил Степанович, зам. нач. производства завода № 2, — за коренное усовершенствование технологии в производстве вооружения, дающей высокую производительность труда
24. Ланда, Александр Фёдорович, гл. металлург НКБ СССР, Берекашвили, Акакий Васильевич, гл. инженер НИИ № 24, Фульмахт, Вениамин Вениаминович, ст. инженер металлургического отдела НКБ СССР, — за разработку нового метода производства боеприпасов, значительно ускоряющего процесс производства
25. Ледин, Евгений Григорьевич, инженер-капитан, Богданов, Василий Прокопьевич, инженер-капитан, Кожевников, Георгий Никитович, нач. 1-го ГУ НКБ СССР, Мальский, Анатолий Яковлевич, гл. инженер завода № 12, — за разработку нового вида взрывчатого вещества
26. Лихницкий, Марк Измайлович, гл. конструктор ОКБ завода № 521, Поддубный, Вадим Николаевич, инженер-майор, Левин, Михаил Борисович, бывший работник НКБ СССР, — за создание новых образцов боеприпасов
27. Малченко, Андрей Леонидович, зам. нач., Логоткин, Иван Сергеевич, ст. инженер Главспирта, — за коренное усовершенствование технологии производства ацетона и бутанола, дающее значительное упрощение и удешевление производства
28. Миляков, Фёдор Мартынович, конструктор, Корытов, Сергей Сергеевич, Лопатков, Дмитрий Игнатьевич, сотрудники ЦКБ № 36, — за создание новых типов морских боеприпасов
29. Морозов, Анатолий Петрович, ст. инженер, Голубев, Леонид Васильевич, Соломенцев, Василий Алексеевич, инженеры НИИ № 10; Казаков-Трояновский, Александр Константинович, инженер-полковник, Сёмкин, Герман Григорьевич, групповой инженер НИЛАП, — за создание нового прибора управления артиллерийским зенитным огнём
30. Мясоедов Александр Николаевич, Мясоедов, Аркадий Николаевич, н. с. ЦНИИОЦМ, — за разработку метода получения непрерывного слитка алюминия и его сплавов
31. Новиков, Сергей Иванович, инженер-капитан; Серёгина, Екатерина Андреевна, инженер-конструктор, Долин, Сергей Михайлович, слесарь-механик ГСКБ-47б, — за разработку нового вида вооружения
32. Носков, Николай Сергеевич, нач. отдела, Ульянов, Борис Михайлович, ст. инженер-конструктор ГСКБ-47б — за изобретение новых видов инженерного вооружения
33. Остославский, Иван Васильевич, нач. лаборатории, Сильман, Александр Исаакович, Колосов, Евгений Иванович, Сопман, Самуил Самуилович, сотрудники ЦАГИ имени Н. Е. Жуковского, — за разработку и внедрение в практику методов повышения скорости самолётов путём улучшения аэродинамических качеств
34. Петров Георгий Николаевич, нач. лаборатории НИИ № 20, Алфёров, Пётр Иванович, инженер-капитан, Миронович, Серафим Петрович, инженер-майор, — за создание новых образцов морского вооружения
35. Плавский, Константин Константинович, инженер НИЛАПС, — за создание нового прибора управления артиллерийским огнём
36. Ровенский, Григорий Моисеевич, Дубинский, Самуил Аронович, инженеры завода № 6; Борок, Борис Александрович, Гаврилова, Вера Кузьминична, инженеры завода № 7; Сторожук, Павел Прохорович, инженер-капитан, — за разработку и внедрение новой технологии производства деталей боеприпасов, обеспечивающей экономию цветных металлов
37. Соколов, Павел Евграфович, нач. техотдела Главспецстали, Потапов, Виктор Николаевич, сотрудник НИИ № 13, Колосов, Михаил Иванович, Иванченко, Владимир Александрович, Быстров, Борис Максимович, Лукьянов, Алексей Абрамович, Разенков, Алексей Иванович, работники завода «Красный Октябрь»; Ястребов, Иван Павлович, Пашкевич, Александр Яковлевич, Филин Александр Иванович, Кривилёв, Александр Игнатьевич, работники завода «Индустрия», — за коренное усовершенствование технологии производства СИЗ бойцов РККА
38. Стрелков, Пётр Георгиевич, ст. н. с. ИФПАН, Гутман, Борис Борисович, инженер Марийского бумажного комбината, — за разработку и промышленное освоение бактериальных фильтров
39. Талмуд, Давид Львович, ч.-к. АН СССР, Афанасьев, Пётр Власович, Деборин, Гавриил Абрамович, Талмуд, Белла Абрамовна, ст. н. с. ИБХАН, — за изобретение препарата специального назначения
40. Тартаковский, Моисей Соломонович, научный руководитель отдела эластичных покрытий ЦНИЛ Главмашдетали НКТП СССР, — за изобретение эластичных покрытий для валиков хлопкопрядильных машин
41. Турахин, Алексей Фёдорович, нач. отдела, Котов, Николай Александрович, инженер ГСКБ № 47, — за создание новых образцов боеприпасов
42. Файбич, Михаил Михайлович, бригврач, Чалисов, Иосиф Александрович, военврач 1 ранга, Карнеев, Руф Васильевич, военинженер 1 ранга, — за изобретение нового медицинского препарата
43. Фадеева, Антонина Васильевна, нач. прессового цеха, Морозов, Николай Степанович, бывший работник завода имени Комсомольской правды; Баканов, Дмитрий Михайлович, Пружинер, Борис Лазаревич, Гладышев, Андрей Иванович, работники Карачаровского завода пластмасс, Николаев Александр Николаевич, начальник, Петров, Алексей Константинович, нач. техотдела Главхимпласта, Трофимова, Татьяна Васильевна, технорук прессового завода № 767, — за разработку и внедрение технологии изготовления из пластмасс специальных деталей для боеприпасов
44. Филиппов Дмитрий Иванович, зав. лабораторией экспериментальной базы ВАСХНИЛ, — за разработку нового метода по первичной переработке корней кок-сагыза и за разработку машины для уборки и очистки его семян
45. Ханеня, Филипп Семёнович, директор, Журавлёв, Семён Владимирович, инженер НИЛ Санхимобороны, — за изобретение новых средств профилактики против эпидемических заболеваний
46. Хлопин, Виталий Григорьевич, д. ч. АН СССР; Никитин, Борис Александрович, зам. директора, Полесицкий-Яхнин, Александр Ефимович, зав. отделом РИАН; Фридман, Самуил Аронович, ст. н. с. ФИАН имени П. Н. Лебедева, — за разработку метода выделения и промышленного применения радиотория
47. Чалков, Александр Яковлевич, сталевар КМК имени И. В. Сталина, — за достижение высоких количественных показателей при плавке высококачественных сталей
48. Чернушевич, Василий Александрович, гл. металлург НК Танкопрома, Марголин, Григорий Исаакович, нач. СМБ, Веденов, Афанасий Григорьевич, бывший гл. инженер по металлургии Кировского завода, Шмыков, Алексей Андреевич, сотрудник металлургического отдела НК Танкопрома, Носков, Борис Алексеевич, гл. металлург завода № 38, Гальперин, Фёдор Матвеевич, доцент МАИ имени С. Орджоникидзе, — за разработку и внедрение в промышленность новых марок сталей, дающих большую экономию ферросплавов
49. Чинакал, Николай Андреевич, профессор Томского ОТКЗИИ имени С. М. Кирова, Журавлёв, Иван Алексеевич, сотрудник Уполномоченного НКУП по Средней Азии, Маркелов, Михаил Николаевич, зав., Меркулов, Виктор Ефимович, гл. инженер, Миронов, Фёдор Васильевич, забойщик шахты имени И. В. Сталина треста Прокопьевскуголь, — за разработку и освоение метода щитовой разработки мощных крутопадающих пластов угля
50. Чукалин, Иван Иванович, нач. лаборатории, Ковалёва, Ольга Фёдоровна, н. с. НИИ № 26; Кляшторный, Матвей Ильич, ст. н. с. УГИПХ, Соляниченко, Вадим Игнатович, механик цеха Чирчикского ЭХК, — за разработку новой более совершенной установки для регенерации воздуха
51. Шитиков, Георгий Трофимович, гл. конструктор завода № 2, — за разработку нового типа радиостанции (А-7)
52. Юткина, Анна Кондратьевна, звеньевая, Макина, Ульяна Ксенофонтовна, Сердюкова, Матрёна Ивановна, Ивлева, Анна Михайловна,Маркина, Дарья Егоровна, Болондина, Лукерья Степановна, Романова, Фёкла Тихоновна, Поваляева, Александра Евментьевна, Гавриленко, Федора Андреевна, Пожидаев, Матвей Николаевич, члены звена колхоза «Красный Перекоп» Мариинского района Новосибирской области, — за внедрение в течение ряда лет усовершенствованных агрономических методов и получение в 1942 году рекордного урожая картофеля — 1 330 центнеров с гектара
53. Яцимирская-Кротовская, Мария Климентьевна, Маевский, Михаил Михайлович, н. с. ЦИЭМ, — за разработку метода получения противотифозной вакцины.